# Clown contre ministère de l'Éducation
Clown contre ministère de l'Éducation est un épisode de la série télévisée d'animation Les Simpson. Il s'agit du vingtième-et-unième épisode de la trente-quatrième saison et du 749e de la série.

## Synopsis
Lorsque Krusty apprend que le clown est un métier en voie de disparition, il ouvre une école de clown pour les enfants. Bart la rejoint et découvre enfin un amour pour aller à l'école, et quand beaucoup d'autres enfants suivent ses traces, Krusty découvre bientôt que sa nouvelle école est non seulement plus réussie qu'il ne l'imaginait, mais aussi plus gratifiante personnellement. Mais malheureusement, son succès voit Gros Tony et la foule vouloir une part de l'action.

## Réception
Lors de sa première diffusion, l'épisode a attiré ?million de téléspectateurs.